# Chairat Madsiri
Chairat Madsiri (thailändisch ไชยรัตน์ หมัดศิริ; * 29. September 1982 in Songkhla)  ein ehemaliger thailändischer Fußballspieler.

## Karriere
Chairat Madsiri spiele nach seiner Hochschulzeit für Muangthong United in der drittklassigen Regional League Division 2. Anschließend stand er von 2009 bis 2016 bei Songkhla FC bzw. Songkhla United unter Vertrag. 2010 spielte der Verein unter dem Namen Buriram FC in der dritten Liga, der damaligen Regional League Division 2. Hier trat man in der North/Eastern Region an. Mit dem Verein wurde er Vizemeister und stieg in die zweite Liga auf. 2011 feierte er mit dem Verein die Meisterschaft und den Aufstieg in die erste Liga. 2012 wurde der Verein in Wuachon United FC umbenannt. 2013 erfolgte eine erneute Umbenennung in Songkhla United. Von 2013 bis 2014 absolvierte er 49 Erstligaspiele. Ende 2014 stieg er mit dem Klub in wieder in die zweite Liga ab. 2017 unterschrieb er einen Vertrag beim Hat Yai FC. Der Verein aus Hat Yai spielte in der dritten Liga, der Thai League 3. Hier trat man in der Southern Region an. 2019 verpflichtete ihn der Songkhla FC. Der Verein spielte in der Thailand Amateur League. Ende 2019 stieg der Klub in die vierte Liga auf. Nach zwei Spieltagen der Saison 2020 wurde der Spielbetrieb der Liga wegen der COVID-19-Pandemie unterbrochen. Während der Unterbrechung beschloss der Verband, dass nach Wiederaufnahme des Spielbetriebes die Thai League 3 und die Thai League 4 zusammengelegt werden. Die Thai League 3 spielte ab September in sechs Regionen. Der Songkla FC wurde der Southern Region zugeteilt. Mit Songkhla wurde Meister der Region. In den Aufstiegsspielen zur zweiten Liga schied man in der Gruppenphase aus. 2021 war er sogar kurzzeitig Interimstrainer des Vereins. Im Sommer 2022 verpflichtete ihn dann der Drittligist Young Singh Hatyai United. Nach einer Spielzeit beendete er im Sommer 2023 seine Karriere als Fußballspieler.

## Erfolge
Buriram FC
- Regional League Division 2 – North/East: 2010 (Vizemeister)  ▲
- Thai Premier League Division 1: 2011  ▲

Songkla FC
- Thailand Amateur League: 2019  ▲
- Thai League 3 – South: 2020/21